# В Хонконг вече е утре
„В Хонконг вече е утре“ (на английски: Already Tomorrow in Hong Kong) е американска романтична драма от 2015 г. със сценарист и режисьор Емили Тинг. Главните роли се изпълняват от Джейми Чънг и Брайън Грийнбърг.

## Продукция
Тинг избира за главните роли Джейми Чънг и Брайън Грийнбърг, които в реалния живот са двойка, след като работи с Грийнбърг по филма „Кухнята“ от 2012 г.